# 宋兆禴
宋兆禴（1600年—1642年），又名爾孚，字宗浮，號喜公，广东揭阳人，明朝政治人物，同进士出身。

## 生平
崇禎元年（1628年）豋戊辰科进士，歷任江西廣昌縣知縣、浙江仁和縣知縣等官。